# Cadherina
Existen varios tipos de moléculas que forman asociaciones entre células del mismo tipo. Las cadherinas son las principales moléculas de adhesión celular. Estas moléculas son glucoproteínas transmembranales responsables de las uniones célula-célula para mantener la integridad de los tejidos animales. Es una molécula de unos 700-750 aminoácidos, y son específicas del tipo celular. Como su nombre indica son moléculas de adhesión calcio-dependientes. La adhesión celular a través de cadherinas tiene un papel importante en procesos fisiológicos como la morfogénesis, la estabilización y diferenciación de los tejidos y el establecimiento de la polaridad en los tejidos.

## Estructura
La estructura fundamental de las cadherinas consta de tres regiones: extracelular, transmembranal e intracelular. La región extracelular contiene los sitios que van a permitir la unión con otras proteínas, está formada por cinco dominios (EC1 hasta EC5) los cuales tienen aproximadamente 100 aminoácidos cada uno. Se cree que por lo menos 10 aminoácidos participan en la unión entre estos dominios, donde se encuentran sitios de unión de iones de calcio los cuales tienen una función de protección frente a enzimas de degradación. La región transmembranal se encuentra entre la región extracelular e intracelular, atravesando la membrana celular. La región intracelular, que se  encuentra en el citoplasma, conecta el citoesqueleto de actina a las cadherinas mediante un complejo de proteínas llamadas cateninas 1 (Fig. 1).

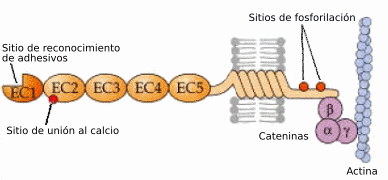
Figura 1. Estructura de la Cadherina.

Las cateninas son proteínas citoplasmáticas que regulan la función adhesiva de las cadherinas. La unión celular no es solo que dos células se encuentren estrechamente juntas, sino que es un mecanismo de unión más complejo en el que participan moléculas de adhesión propias de la célula, su interacción con la matriz extracelular y el citoesqueleto, que en conjunto responden a estímulos externos. En las uniones adherentes, tres tipos de cateninas (α, β y p120) participan en la interacción del dominio intracelular de la cadherina-E con los componentes del citoesqueleto. De estas la cat-β y la cat-p120 interaccionan directamente con la cadherina-E, mientras que la cat-α interacciona con la cat-β y con la masa cósmica 2.

## Mecanismo de adhesión
Cualquier organismo (desde un simple gusano hasta el vertebrado más elaborado) necesita tener grupos de células organizadas e integradas que darán lugar a la formación del cuerpo. Para obtener esto, se requiere la cooperación y coordinación entre las células para lograr un reconocimiento, una comunicación y un posterior trabajo con otras células que permitan generar estructuras y tejidos altamente organizados.
Esta organización se logra mediante la interacción de miles de células, y de moléculas de adhesión celular de la superfamilia de proteínas cadherinas, las cuales unen células y establecen vías de interacción y comunicación a través de las membranas celulares. El proceso es el siguiente: después de la traducción del mRNA, las cadherinas son transportadas a la membrana celular donde se establece como una proteína transmembranal con dominios citoplasmáticos y extracelulares, estos últimos son los encargados de enlazarse con células adyacentes que tengan cadherinas compatibles. El segmento extracelular consta de 5 dominios los cuales son calcio-dependientes, es decir, en presencia de iones de calcio (Ca+2) cada segmento extracelular se aparea con otro segmento extracelular formando dímeros. Estos dímeros formados también se les conocen como dímeros cis, pues ambos segmentos se unen por el mismo lado (→→). Una vez se han formado los dímeros cis, estos se unen  con otros dímeros cis de células adyacentes formando nuevos dímeros denominados trans, pues la unión de estos dímeros es en sentido contrario (→←). Cuando no hay iones Ca+2, las cadherinas no pueden formar estos dímeros y la adhesión celular es irrumpida.
La cola o segmento citoplasmático permanece intracelularmente e interactúa con un trío de cateninas (P1-20, α,β) formando un complejo el cual se une al citoesqueleto de actina proveyendo un soporte para una fuerte adhesión célula-célula.

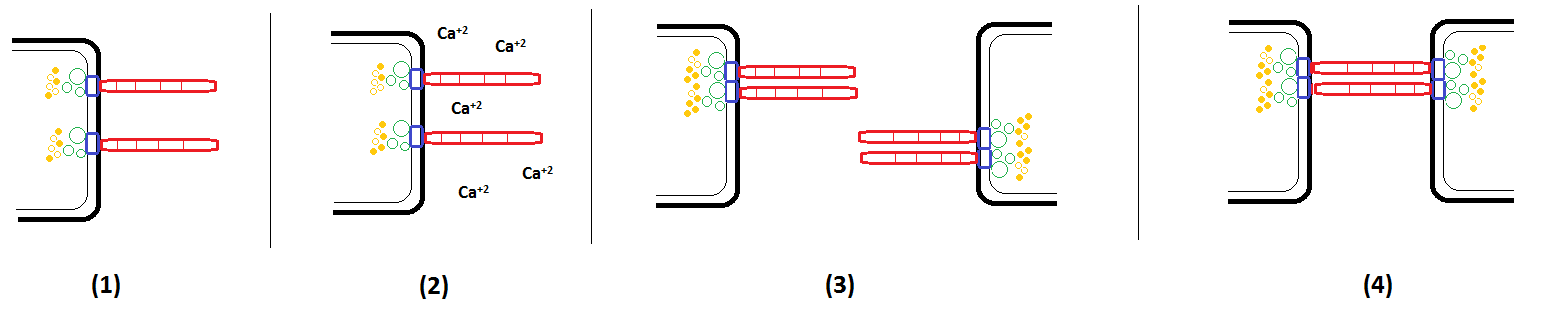
Figura 2. Interacción de las cadherinas en la adhesión celular. (Amarillo=Actina, Verde=Cateninas, Rojo=Cadherinas). (1) Cadherinas en la membrana celular tienen dominios extracelular y citoplasmático, anclados a la célula mediante cateninas y otras proteínas involucradas en el citoesqueleto. (2) Cada dominio extracelular en presencia de iones Ca+2, se aparea con otros dominios adyacentes formando dímeros cis. (3) Estos dímeros a su vez se aparean con otros dímeros de celular adyacentes formando dímeros trans. (4) Cuando se forma el dímero trans, las células quedan adheridas en la superficie celular.

Así mismo se encontró que los mecanismos de adhesión célula-célula pueden ser divididos en dos sistemas: dependiente de Ca2+ e independiente de Ca2+ 3. El sistema dependiente de calcio (CADS) es altamente sensible a la tripsina, pero puede ser protegido por iones Ca2+ contra la proteólisis. Por el contrario, el sistema independiente de calcio (CIDS) es inactivo únicamente con concentraciones altas de tripsina y la degradación proteolítica no puede ser protegida por Ca2+. Por esta razón, el ion Ca2+ es esencial para la adhesión celular en todos los animales; por ejemplo, si se incuban tejidos en un medio libre de Ca2+ puede que estos fácilmente se disocien. Una definición mucho más precisa de CADS es un mecanismo cuyos componentes están expuestos en la superficie celular, que requieren Ca2+ para que haya una unión célula-célula y que al mismo tiempo están protegidos por este ion contra el clivaje proteolítico. Este tipo de agregación ha sido encontrada en muchas líneas celulares recolectadas de tejidos en varios organismos. Una característica clave de CADS es la resistencia a la tripsina en presencia de Ca2+, además se ha visto que esta resistencia no es únicamente contra tripsina sino también contra una gran cantidad de enzimas proteolíticas 4.

## Tipos de cadherinas
Existen varios tipos de cadherinas, siendo las más representativas las Cadherinas clásicas o tradicionales y las Cadherinas No clásicas. 

### Cadherinas clásicas
- Cadherina-E (cadherinas epiteliales, o llamada uvomorulina): es expresada en todas las células tempranas en embriones de mamíferos, probablemente aun en la etapa celular-1 y juega un papel indispensable en la compactación desde la etapa celular-8 hasta la etapa celular-16 5. A medida que las células embrionarias se van diferenciando en varios tipos, la cadherina-E desaparece de algunas capas de células.  En embriones que se encuentran en etapas tardías, esencialmente todas las células epiteliales que proliferan derivan del ectodermo y el endodermo expresa cadherina-E, de alguna forma quedando restringida únicamente a tejidos epiteliales en adultos. Tejido neural y mesodérmico aparte de algunas excepciones no tienen cadherinas-E. Estas cadherinas juegan un papel importante en la morfogénesis de órganos epiteliales como pulmones 6.
- Cadherina-N (cadherinas neurales): fue detectada por primera vez en la gastrulación de algunas células del ectodermo (epiblasto). Las células que se invaginan inicialmente tienen cadherinas-E y cadherinas-N, sin embargo a medida que las células se diferencian en mesodermo, se pierden las cadherinas-E y se empieza solamente a expresar cadherinas-N. Son altamente expresadas en células que desarrollan el sistema nervioso central y juegan un papel importante en la mediación de señales neurales. Un ejemplo del papel de las cadherinas-N en el desarrollo mesodermal se ve en los somitas y diferenciación del nefrotoma (tejido primordial del sistema urogenital y da origen al cordón nefrógeno). En el desarrollo ecto y endodermal, la cadherina-E es la principal cadherina que se encuentra en estas células epiteliales, sin embargo, la cadherina-N se expresa en algunas zonas de este epitelio, como en los primordios de órganos endodermales como el cristalino.
- Cadherina-P: detectada inicialmente en capas extraembrionarias de embriones tempranos, como  en el cono ectoplacentario y el endodermo visceral. El útero de ratones no embarazados no expresa cadherina-P, por tanto se establece que esta cadherina está continuamente distribuida desde los tejidos maternales hasta tejidos embrionarios dando origen a la placenta, lo cual sugiere que esta proteína puede servir para conectar los embriones al útero.
- Cadherina-R: es crítica en la formación de la retina 7.
- Cadherina-VE: presente en células endoteliales que revisten a los vasos sanguíneos
- CDH1
- CDH6

### Cadherinas no clásicas
- Cadherina-T: una superfamilia de cadherinas que carecen de dominios transmembranales y citoplasmáticos. Están ancladas a la membrana de las células a través del ancla GPI. La función de la cadherina-T in situ, en condiciones normales, y en la patología sigue siendo en gran parte desconocido. Т-cadherina se expresa altamente en el corazón, la pared aórtica, las neuronas de la corteza cerebral y la médula espinal y también en los pequeños vasos sanguíneos en el bazo y otros órganos.
- Protocadherina: una clase de cadherinas que carecen de las conexiones al citoesqueleto de actina mediante las cateninas. Se ha encontrado que son importantes en separar la notocorda de otros tejidos mesodermales durante la gastrulación de Xenopus 8.
- Cadherina-Evar: como resultado de un procesamiento alternativo (splicing alternativo), se genera una forma variante de Cadherina-E, que llamaron Cadherina-Evar. La novedad de esta variante es que se la encuentra fuera de la célula e impide la unión celular en la que participa Cadherina-E. En condiciones fisiológicas, las células tienen mucha Cadherina-E y muy poca Cadherina-Evar. Pero en condiciones patológicas, particularmente en el cáncer, este equilibrio puede perderse. Altos niveles de Cadherina-Evar producen cambios en la expresión de diversos genes que provocan alteraciones en la forma y comportamiento de la célula.

## Curiosidad
A pesar de que las cadherinas son mejor conocidos por sus papeles en el reconocimiento y la adhesión celular durante el desarrollo siguen siendo altamente expresadas en muchos tejidos durante la edad adulta. Estudios bioquímicos e inmunohistoquímicos han indicado la presencia de cadherinas en el hipocampo adulto y el proencéfalo 9 y demostraron su localización en sitios sinápticos. Además, varios estudios recientes del desarrollo han demostrado la participación directa de las cadherinas en el crecimiento de neuritas y la formación y/o mantenimiento de las sinapsis, elevando la posibilidad de que cadherinas presentes en el sistema nervioso central adulto puede desempeñar un papel análogo en la actividad dependiente de la reorganización de estructuras sinápticas 10.
El valor energético del enlace cadherina-cadherina es sorprendentemente fuerte –cerca de los 3400 Kcal/mol- o algo como 200 veces más fuerte que la mayoría de las interacciones proteína-proteína 11.
La cadherina-E se expresa en células epiteliales, si es inhibida por la proteína snail (que es un factor de transcripción), la célula pierde las características epiteliales y confiere movilidad, generando así metástasis en carcinomas.